# Melaloncha zikani
Melaloncha zikani är en tvåvingeart som beskrevs av Borgmeier 1934. Melaloncha zikani ingår i släktet Melaloncha och familjen puckelflugor. Inga underarter finns listade i Catalogue of Life.